# Миша Марвин
Ми́ша Ма́рвин (укр. Міша Марвін, настоящее имя — Михаи́л Миха́йлович Решетня́к (укр. Миха́йло Миха́йлович Решетня́к); род. 15 июля 1989, Черновцы, Украинская ССР, СССР) — украинский певец, композитор и автор песен.

## Биография

### Ранние годы
Михаил родился 15 июля 1989 года в городе Черновцы (Украина). Родители Михаила — дипломированные массажисты. Имеет старшую сестру Татьяну, которая тоже является исполнительницей, более известной под псевдонимом TAYANNA, а также двоих младших братьев Богдана и Тараса.
В раннем детстве, по настоянию родителей, ходил учиться вокалу, принимал участие в различных певческих состязаниях. В 1996 году Михаил пошёл в первый класс местной школы № 5, где также продолжал заниматься вокальной деятельностью. Будучи юнцом, он решил попробовать свои силы в украинском мероприятии «Хочу стать звездой», где дошёл до финала и одержал победу в конкурсе. В 2006 году, после окончания школы, Михаил переехал в Киев, где поступил в Национальную академию руководящих кадров культуры и искусств на кафедру музыковедения.

### Карьера
Во время обучения в высшем учебном заведении Михаил занимался музыкальной деятельностью и даже состоял в бой-бэнде «Павлики International», в котором он пробовал пробиться к вершине шоу-бизнеса под руководством известного украинского певца и народного артиста Виктора Павлика. Тогда у Михаила был псевдоним Майк Бэйс. Вскоре группа прекратила своё существование из-за отсутствия концертов и ресурсов. В то же время музыканта отчисляют с третьего курса академии из-за не сданной сессии.
В 2013 году Михаил познакомился с генеральным директором «Black Star inc.» Павлом Курьяновым (Пашу), который предлагает ему сотрудничество в области написании текстов песен. Сразу же музыкант начал работать в качестве поэта в команде Егора Крида. Результатом их совместного творчества явился альбом «Холостяк». В то же время велась работа и с другими артистами лейбла и сторонними исполнителями. В соавторстве с Мишей Марвиным были созданы треки «Кислород» (Мот feat. ВИА Гра), «Наверно» (Елена Темникова feat. Natan), «Мама, я влюбилась» (Ханна) и другие.
В 2015-м начал сотрудничество с лейблом Black Star. Его первая совместная работа с Тимати и KAN’ом — «Ну что за дела?» набирает более 6 млн просмотров на YouTube. В июле 2016 года выпускает первый сольный трек «Ненавижу», который становится лидером поп-чарта iTunes, а также клип, который за сутки набирает больше полумиллиона просмотров на YouTube.
В 2017 году выпускает совместную песню с Эммой М — «Перемотай», которая встает в ротации на радиостанции Europa Plus и другие. Уже в следующем году у артиста выходит трек «С ней», клип к которому набирает рекордное количество просмотров на YouTube за карьеру исполнителя — более 5 миллионов за 2 месяца. В этом же году Михаил выкладывает сразу два мини-альбома за два месяца — «Танцуй» и «Чувствуй», во второй, помимо сольных песен, вошли совместные работы с Haart’ом и Artik & Asti.
В марте 2019-го артист работает над саундтреком к фильму «Счастье — это…» совместно с Наzимой, а в ноябре с Олегом Терновым (TERNOVOY) к телесериалу «Дылды». В этом же году выпускает песню на украинском языке с HammAli & Navai — «Я закохався». Также снимается в клипе Наzимы «Я твоя» в главной роли, после оба записывают акустическую версию песни.
В январе 2020 года Михаил записывает совместную песню с Ани Лорак — «Ухожу». В мае выкладывает трек с Ханной, который стартует в первой строчки чарта iTunes Russia Топ-100. Также в августе выходит в свет сингл «Спой», в создании которого принял участие Мот.
В феврале 2021 года совместно с Pasha Leem выходит трек «Пьяный в такси».
22 мая 2021 года победил c Ханной в номинации «Лучший дуэт» от RU.TV на песню «Французский поцелуй».

### Взгляды
Осудил российское вторжение на Украину, заявив  «Пожалуйста, люди, которые считают, что это военная операция, в которой нет жертв среди мирного населения. Задумайтесь!». В мае 2022 года сообщил, что совместная работа с российским лейблом Black Star Inc. подошла к концу, заявив: «Я больше не артист лейбла Black Star. Я больше не Миша Марвин». 16 сентября 2022 года выпустил трек «Porn» под старым псевдонимом Миша Марвин. Позже стало известно, что он вернулся в Россию и возобновил сотрудничество с лейблом Black Star, удалив из соцсетей свои посты в поддержку Украины. На своей странице в Instagram он опубликовал пост, в котором заявил, что будет сотрудничать с российским лейблом Black Star.

## Работы

### Дискография
Мини-альбомы
| Название | Информация                                                                       |
| -------- | -------------------------------------------------------------------------------- |
| Танцуй   | - Релиз: 3 сентября 2018 - Лейбл: Black Star Inc. - Формат: цифровая дистрибуция |
| Чувствуй | - Релиз: 6 ноября 2018 - Лейбл: Black Star Inc. - Формат: цифровая дистрибуция   |
| Финал    | - Релиз: 30 марта 2023 - Лейбл: Make It Music - Формат: цифровая дистрибуция     |

Концертный альбом
| Название         | Информация                                                                   |
| ---------------- | ---------------------------------------------------------------------------- |
| Чувствуй. Танцуй | - Релиз: 4 июня 2021 - Лейбл: Black Star Inc. - Формат: цифровая дистрибуция |

Синглы
| Название                                                | Дата выхода      |
| ------------------------------------------------------- | ---------------- |
| Ну что за дела? (feat. DJ KAN & Тимати)                 | 22 декабря 2015  |
| Стерва (feat. DJ KAN)                                   | 28 апреля 2016   |
| Ненавижу                                                | 11 июля 2016     |
| Я так и знал                                            | 14 марта 2017    |
| Перемотай (feat. Эмма М)                                | 25 апреля 2017   |
| Выделяйся                                               | 26 мая 2017      |
| По венам яд (feat. DJ Daveed)                           | 23 июня 2017     |
| Глубоко                                                 | 27 июня 2017     |
| История                                                 | 14 сентября 2017 |
| По венам яд (feat. DJ Daveed) (Acoustic Version)        | 10 октября 2017  |
| Молчишь (feat. Bumble Beezy)                            | 19 декабря 2017  |
| С ней                                                   | 12 февраля 2018  |
| Ближе (feat. Маша Кольцова)                             | 20 марта 2018    |
| Нравится мне                                            | 2 апреля 2018    |
| Признание (OST «Леонардо: Миссия Мона Лиза»)            | 9 апреля 2018    |
| 4 утра (feat. Тимати)                                   | 17 апреля 2018   |
| История (feat. SOLOMONA & PLC)                          | 30 апреля 2018   |
| Странные                                                | 19 июня 2018     |
| Мы есть (feat. TERNOVOY & Natan)                        | 11 февраля 2019  |
| Танцуй (Acoustic Version)                               | 27 февраля 2019  |
| Под окнами                                              | 3 марта 2019     |
| Моя мечта (feat. Наzима) (OST «Счастье — это… Часть 2») | 26 марта 2019    |
| Ты небо                                                 | 8 апреля 2019    |
| Остаться                                                | 27 мая 2019      |
| Ты одна                                                 | 15 июля 2019     |
| Ты одна (Acoustic Version)                              | 23 сентября 2019 |
| Дура                                                    | 8 октября 2019   |
| Атомы (feat. TERNOVOY)                                  | 6 ноября 2019    |
| Я закохався (feat. HammAli & Navai)                     | 8 ноября 2019    |
| Я твоя (feat. Наzима) (Acoustic Version)                | 14 ноября 2019   |
| Дура (DJ Noiz Remix)                                    | 21 ноября 2019   |
| Ухожу (feat. Ани Лорак)                                 | 21 января 2020   |
| Не надо быть сильной                                    | 20 февраля 2020  |
| Ангел или Бес                                           | 17 апреля 2020   |
| Ай-яй-яй                                                | 12 мая 2020      |
| Французский поцелуй (feat. Ханна)                       | 29 мая 2020      |
| О мама                                                  | 22 июля 2020     |
| Спой (feat. Мот)                                        | 26 августа 2020  |
| Усни                                                    | 30 сентября 2020 |
| Неправильная                                            | 5 ноября 2020    |
| Фамилия                                                 | 17 января 2021   |
| Пьяный в такси (feat. Pasha Leem)                       | 11 февраля 2021  |
| Набери                                                  | 16 марта 2021    |
| Обменяю всё на тебя                                     | 22 апреля 2021   |
| Девочка, не бойся                                       | 17 июня 2021     |
| Красиво                                                 | 15 июля 2021     |
| Любовь? (feat. Кирилл Мойтон)                           | 4 августа 2021   |
| Убью тебя (feat. Ханна)                                 | 16 сентября 2021 |
| Полюбил такую                                           | 18 ноября 2021   |
| Не в этой жизни (feat. Natan)                           | 14 декабря 2021  |
| Человек                                                 | 4 мая 2022       |
| Останови планету                                        | 18 июня 2022     |
| Спи                                                     | 15 июля 2022     |
| Спи (Acoustic Version)                                  | 18 июля 2022     |
| Porn                                                    | 16 сентября 2022 |
| Спасибо (feat. Наzима)                                  | 12 октября 2022  |
| Спасибо (Acoustic Version)                              | 17 ноября 2022   |
| Если (feat. Артём Качер)                                | 25 ноября 2022   |
| Ретроград                                               | 27 января 2023   |
| Держи                                                   | 3 марта 2023     |
| Финал (feat. Ханна)                                     | 30 марта 2023    |
| Целоваться (feat. Маша Вебер)                           | 28 апреля 2023   |
| Пей и танцуй                                            | 2 июня 2023      |
| Безоружен                                               | 14 июля 2023     |
| Закат                                                   | 1 сентября 2023  |
| Новогодняя                                              | 8 декабря 2023   |
| Первым снегом                                           | 26 января 2024   |

Участие в релизах других исполнителей
| Название и альбом                                    | Дата выхода      |
| ---------------------------------------------------- | ---------------- |
| Девочка S-класса — «В пути» (feat. Mc Doni)          | 3 августа 2016   |
| В пути — «В пути» (feat. Mc Doni)                    | 15 сентября 2016 |
| А может? — «92 дня» (feat. Мот)                      | 20 октября 2016  |
| По венам яд — «дневник памяти» (feat. DJ Daveed)     | 25 января 2018   |
| Ангел или Бес — «Палагин и партнеры» (feat. Palagin) | 17 апреля 2020   |

### Видеография
| Дата выхода      | Название                                                | Режиссёр                      | Альбомы/EP           |
| ---------------- | ------------------------------------------------------- | ----------------------------- | -------------------- |
| 23 декабря 2015  | Ну что за дела (feat. DJ KAN & Тимати)                  | Артемий Лежнев, Алексей Белов | Сингл                |
| 28 апреля 2016   | Стерва (feat. DJ KAN)                                   | Сергей Франте                 | Сингл                |
| 11 июля 2016     | Ненавижу                                                | Александра Самсонова          | Сингл                |
| 3 августа 2016   | Девочка S-класса (feat. Mc Doni)                        | Рустам Романов                | В пути (EP MC Doni)  |
| 20 октября 2016  | А может? (feat. Мот)                                    | Рустам Романов                | 92 дня (альбом Мота) |
| 26 мая 2017      | Выделяйся                                               | Заур Засеев/Павел Худяков     | Сингл                |
| 17 июля 2017     | Глубоко                                                 | Сергей Grey                   | Сингл                |
| 14 сентября 2017 | История                                                 | Полина Назарьева              | Сингл                |
| 16 декабря 2017  | История (Acoustic Version)                              | Артур Григорьев               | Сингл                |
| 19 декабря 2017  | Молчишь (feat. Bumble Beezy)                            | Полина Назарьева              | Сингл                |
| 12 февраля 2018  | С ней                                                   | Карина Кандел                 | Сингл                |
| 22 марта 2018    | С ней (feat. Asti) (Acoustic Version)                   | не указан                     | Сингл                |
| 9 апреля 2018    | Признание (OST «Леонардо: Миссия Мона Лиза»)            | не указан                     | Сингл                |
| 17 апреля 2018   | 4 утра (feat. Тимати)                                   | Полина Назарьева              | Сингл                |
| 27 сентября 2018 | 1000 причин                                             | Александр Романов             | Чувствуй             |
| 22 ноября 2018   | Бэйби                                                   | Андрей Тащи                   | Чувствуй             |
| 27 февраля 2019  | Танцуй (Acoustic Version)                               | не указан                     | Сингл                |
| 14 марта 2019    | Под окнами                                              | Александр Романов             | Сингл                |
| 17 апреля 2019   | Моя мечта (feat. Наzима) (OST «Счастье — это… Часть 2») | не указан                     | Сингл                |
| 6 июня 2019      | Остаться                                                | Ярослав Коротков              | Сингл                |
| 1 августа 2019   | Ты одна                                                 | Александр Романов             | Сингл                |
| 23 сентября 2019 | Ты одна (Acoustic Version)                              | не указан                     | Сингл                |
| 7 ноября 2019    | Атомы (feat. TERNOVOY) (OST «Дылды»)                    | Айрат Фаттахов                | Сингл                |
| 14 ноября 2019   | Я твоя (feat. Наzима) (Acoustic Version)                | не указан                     | Сингл                |
| 11 марта 2020    | Я закохався (feat. Анна Седокова) (Acoustic Version)    | не указан                     | Сингл                |
| 17 апреля 2020   | Ангел или Бес (mood video)                              | не указан                     | Сингл                |
| 19 мая 2020      | Ай-яй-яй (mood video)                                   | Артур Брикульский             | Сингл                |
| 9 июня 2020      | Французский поцелуй (feat. Ханна)                       | Катя Як                       | Финал                |
| 15 июля 2020     | Французский поцелуй (feat. Ханна) (Acoustic Version)    | не указан                     | Сингл                |
| 11 февраля 2021  | Пьяный в такси (feat. Pasha Leem) (mood video)          | Марк                          | Сингл                |
| 13 мая 2021      | Обменяю всё на тебя (mood video)                        | Радислав Лукин                | Сингл                |
| 14 октября 2021  | Убью тебя (feat. Ханна)                                 | Катя Як                       | Финал                |
| 8 июля 2022      | Останови планету (Acoustic Version)                     | не указан                     | Сингл                |
| 12 октября 2022  | Спасибо (feat. Наzима) (mood video)                     | Денис Шурдулава               | Сингл                |
| 25 ноября 2022   | Если (feat. Артём Качер)                                | Саша Ли                       | Сингл                |
| 18 апреля 2023   | Финал (feat. Ханна)                                     | Катя Як                       | Финал                |
| 28 апреля 2023   | Целоваться (feat. Маша Вебер)                           | Салават Шарипов               | Сингл                |
| 26 января 2024   | Первым снегом                                           | Владимир Новиков              | Сингл                |

## Награды и номинации
| Год  | Премия                                | Награда                                  | Номинируемая работа | Результат |
| ---- | ------------------------------------- | ---------------------------------------- | ------------------- | --------- |
| 2018 | Премия Муз-тв 2018                    | Прорыв года                              | не указано          | Номинация |
| 2019 | ЖАРА Music Awards 2019                | Альбом «Чувствуй»                        | Лучший альбом       | Номинация |
| 2020 | ЖАРА Music Awards 2020                | Трек «Атомы» (feat. TERNOVOY)            | Саундтрек года      | Номинация |
| 2021 | Премия RU.TV 2021                     | Трек «Французский поцелуй» (feat. Ханна) | Лучший дуэт         | Победа    |
| 2023 | Русское радио. Золотой Граммофон 2023 | Трек «Целоваться» (feat. Маша Вебер)     | Лауреат премии      | Победа    |

## Чарты
| Год  | Работа              | Чарт                  | Чарт                            | Чарт                  | Чарт                    | Альбом |
| ---- | ------------------- | --------------------- | ------------------------------- | --------------------- | ----------------------- | ------ |
| Год  | Работа              | iTunes Топ-100 Россия | Top Radio & YouTube Hits Россия | Top Radio Hits Россия | Top YouTube Hits Россия | Альбом |
| 2016 | Ну что за дела?     | 1                     | 56                              | 173                   | 9                       | Сингл  |
| 2016 | Стерва              | 13                    | 116                             | —                     | 23                      | Сингл  |
| 2016 | Ненавижу            | 3                     | 170                             | 142                   | —                       | Сингл  |
| 2016 | Девочка S-класса    | 19                    | 116                             | 173                   | 17                      | В пути |
| 2017 | Перемотай           | 58                    | 35                              | 28                    | 97                      | Сингл  |
| 2017 | История             | 2                     | —                               | —                     | 50                      | Сингл  |
| 2018 | С ней               | 3                     | —                               | —                     | 46                      | Сингл  |
| 2020 | Ухожу               | 3                     | 284                             | —                     | 57                      | Сингл  |
| 2020 | Французский поцелуй | 1                     | 11                              | 11                    | 11                      | Сингл  |